# David Černý

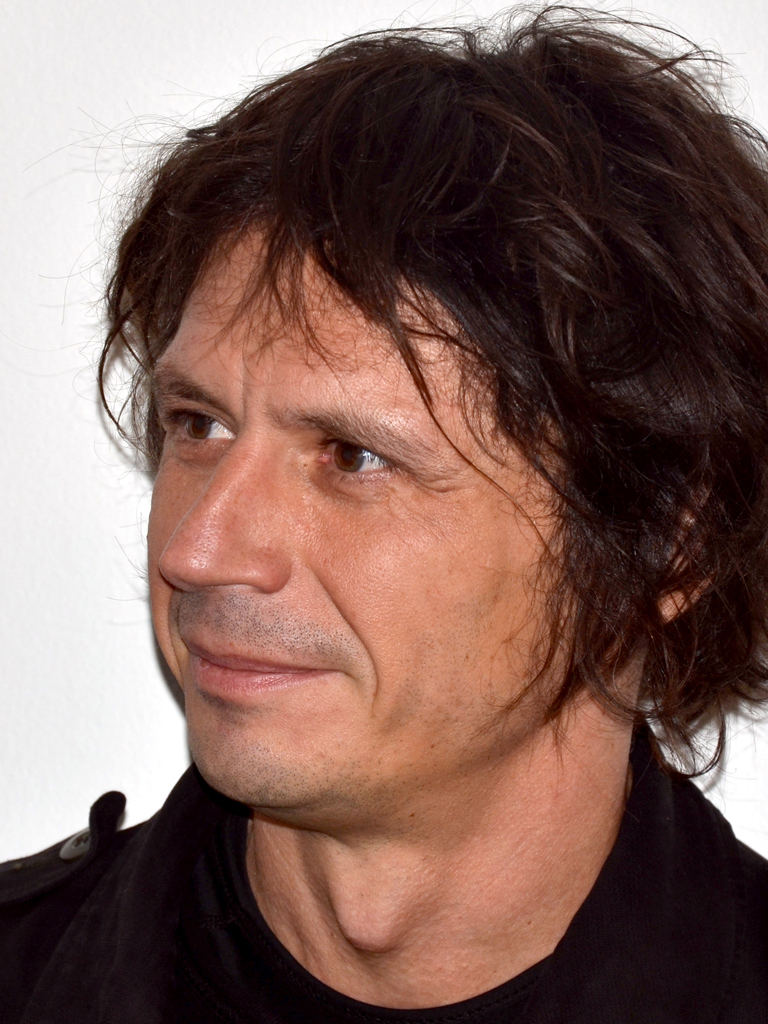
David Černý

David Černý (15 december 1967) is een Tsjechische kunstenaar.
In 1991 verfde hij een IS-2-tank, genoemd naar Jozef Stalin, van het Rode Leger roze. Deze tank stond in Praag als oorlogsmonument. Černý werd om deze reden gearresteerd en de tank werd weer in oude staat hersteld. Hierop besloot een groep parlementariërs de tank nogmaals roze te verven. Tegenwoordig staat de tank bij de ingang van het Legermuseum in Lešany, op dertig kilometer ten zuiden van Praag.
In 2009 bood de Tsjechische regering een kunstwerk van Cerný aan aan de Europese Unie vanwege het Tsjechische voorzitterschap. Dit kunstwerk, een raamwerk waarin de landen van de EU op ludieke wijze worden uitgebeeld, werd in de hal van het Justus Lipsius-gebouw opgehangen en was meteen omstreden. Dit onder andere omdat Bulgarije uitgebeeld werd als hurktoilet, Nederland zag eruit als een ondergelopen stuk land waar slechts een paar minaretten boven het water uitstaken. Een paar dagen later bood de Tsjechische regering haar excuses aan.

## Galerie

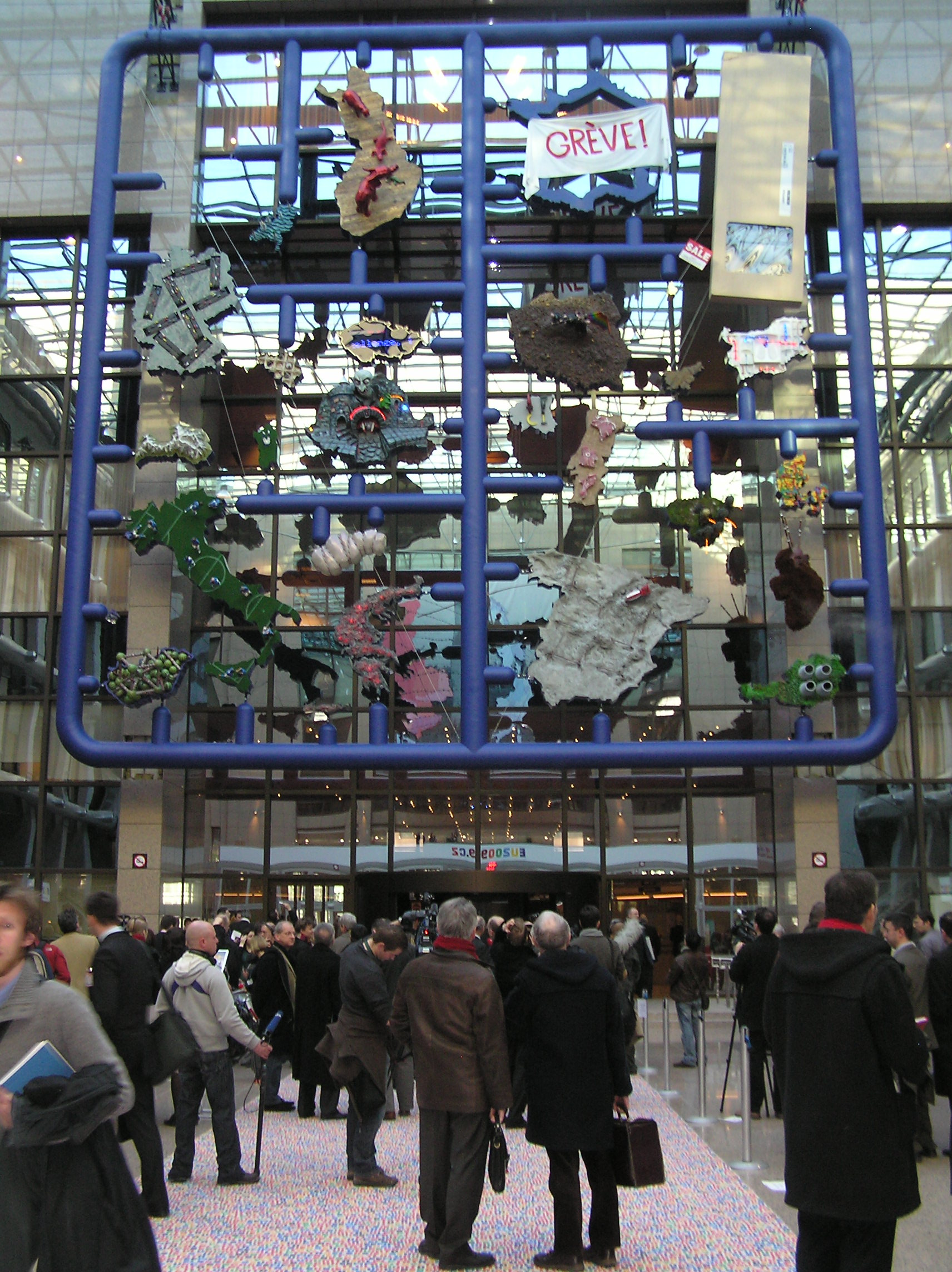
"Entropa", hier in 2009 in de hal van het Justus Lipsiusgebouw in Brussel
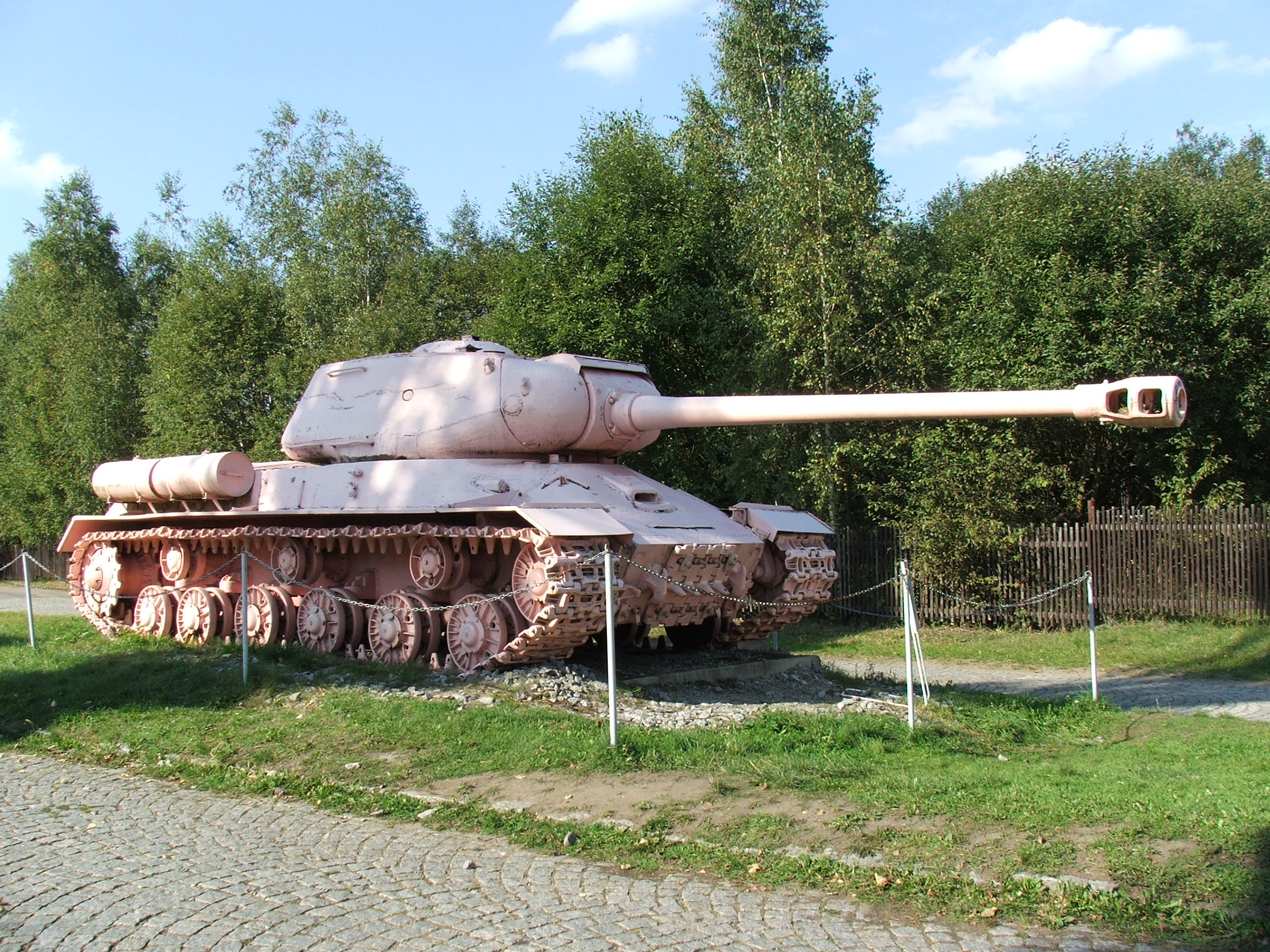
De roze tank
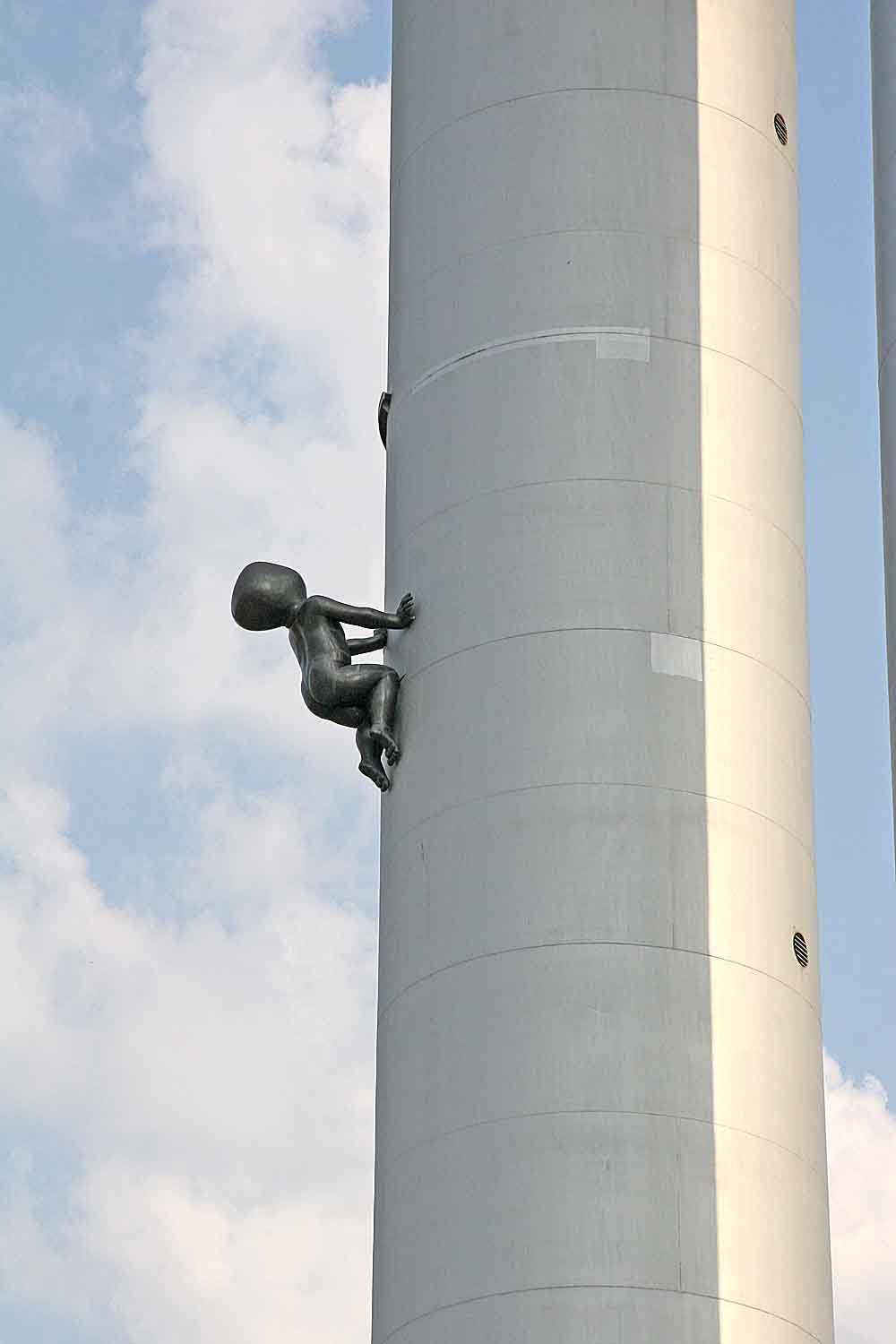
Baby's die televisietoren Žižkov beklimmen
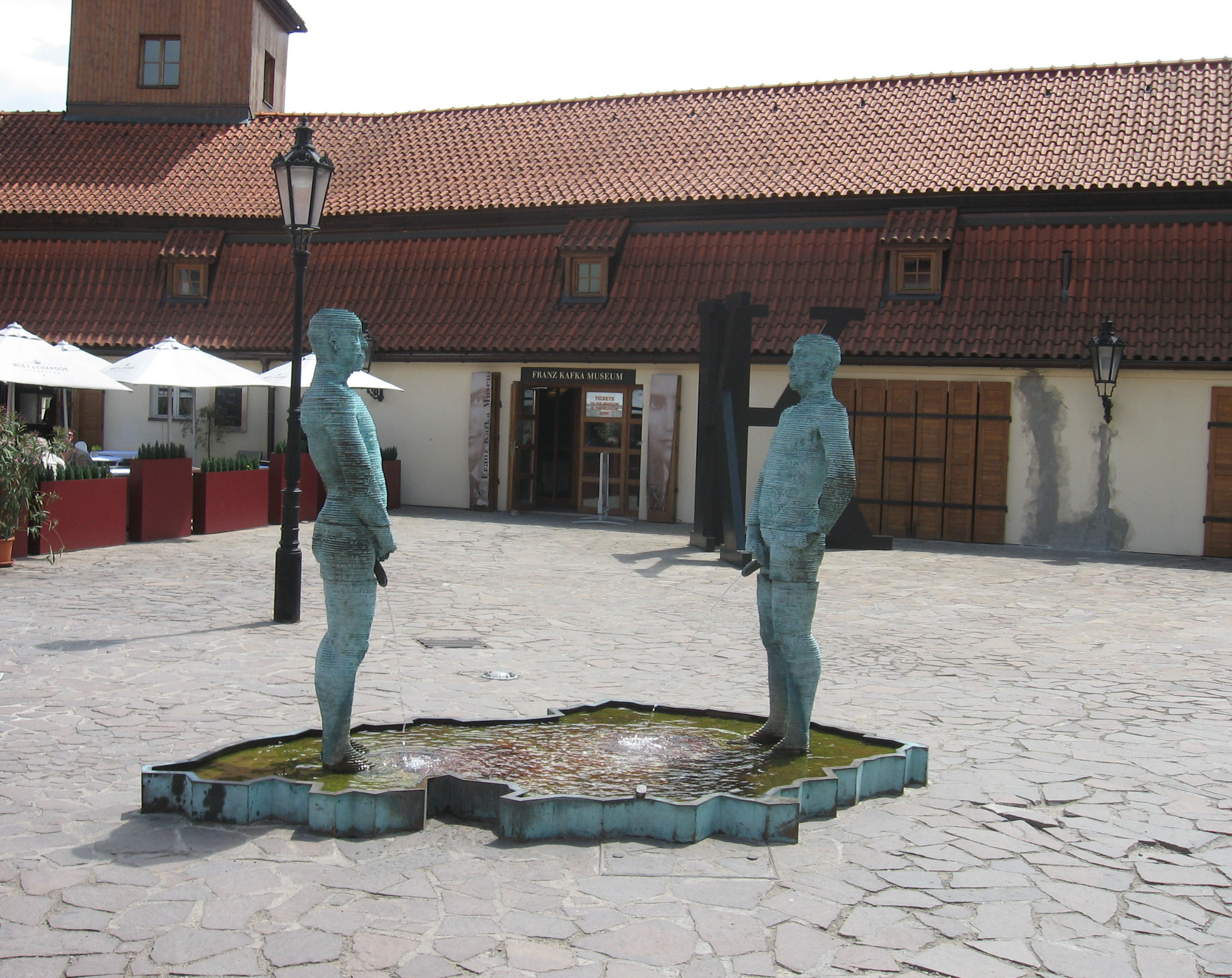
Plassende mannen bij het Franz Kafka Museum in Praag
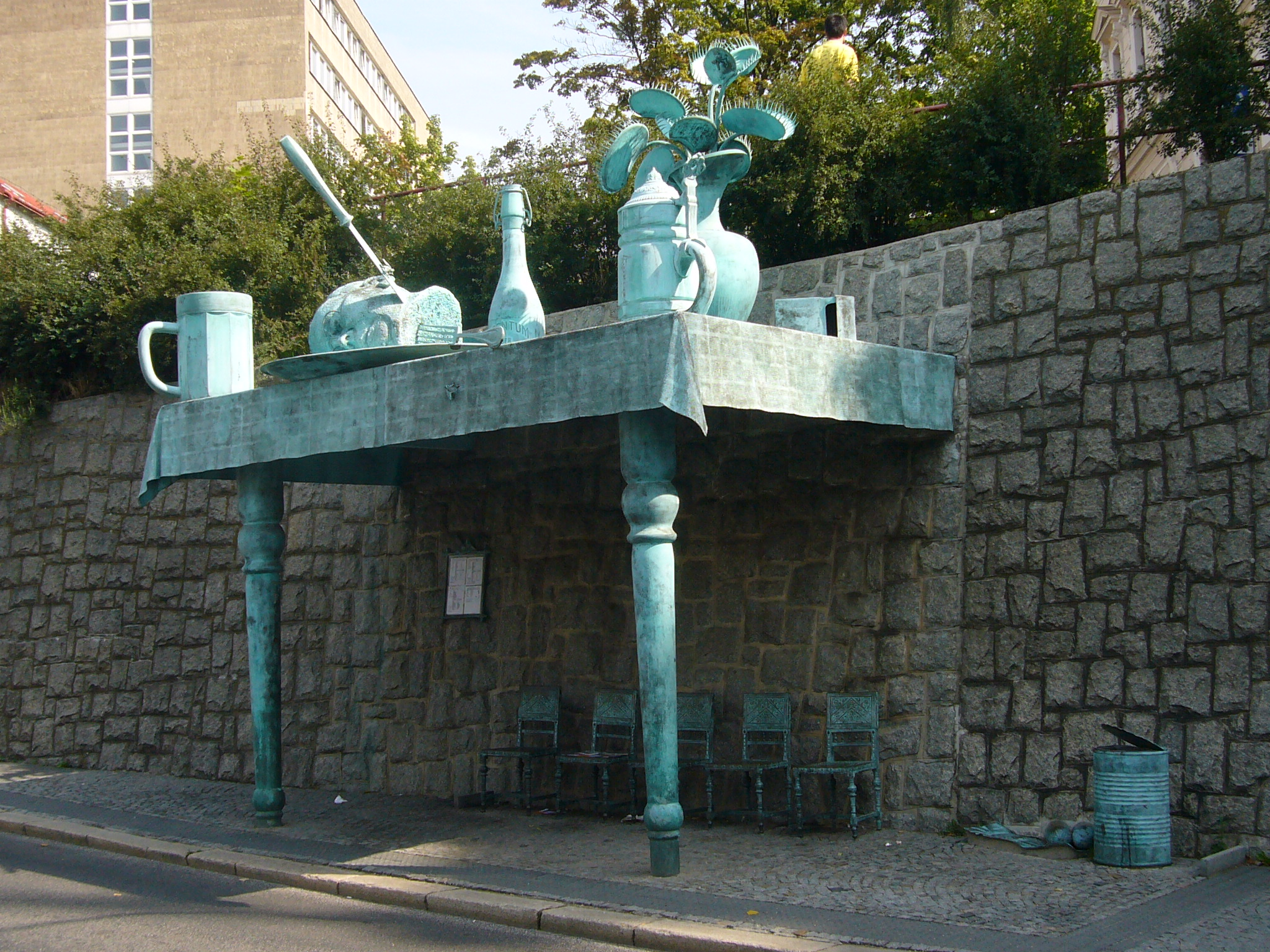
Het Reuzenfeest, een bushalte in Liberec
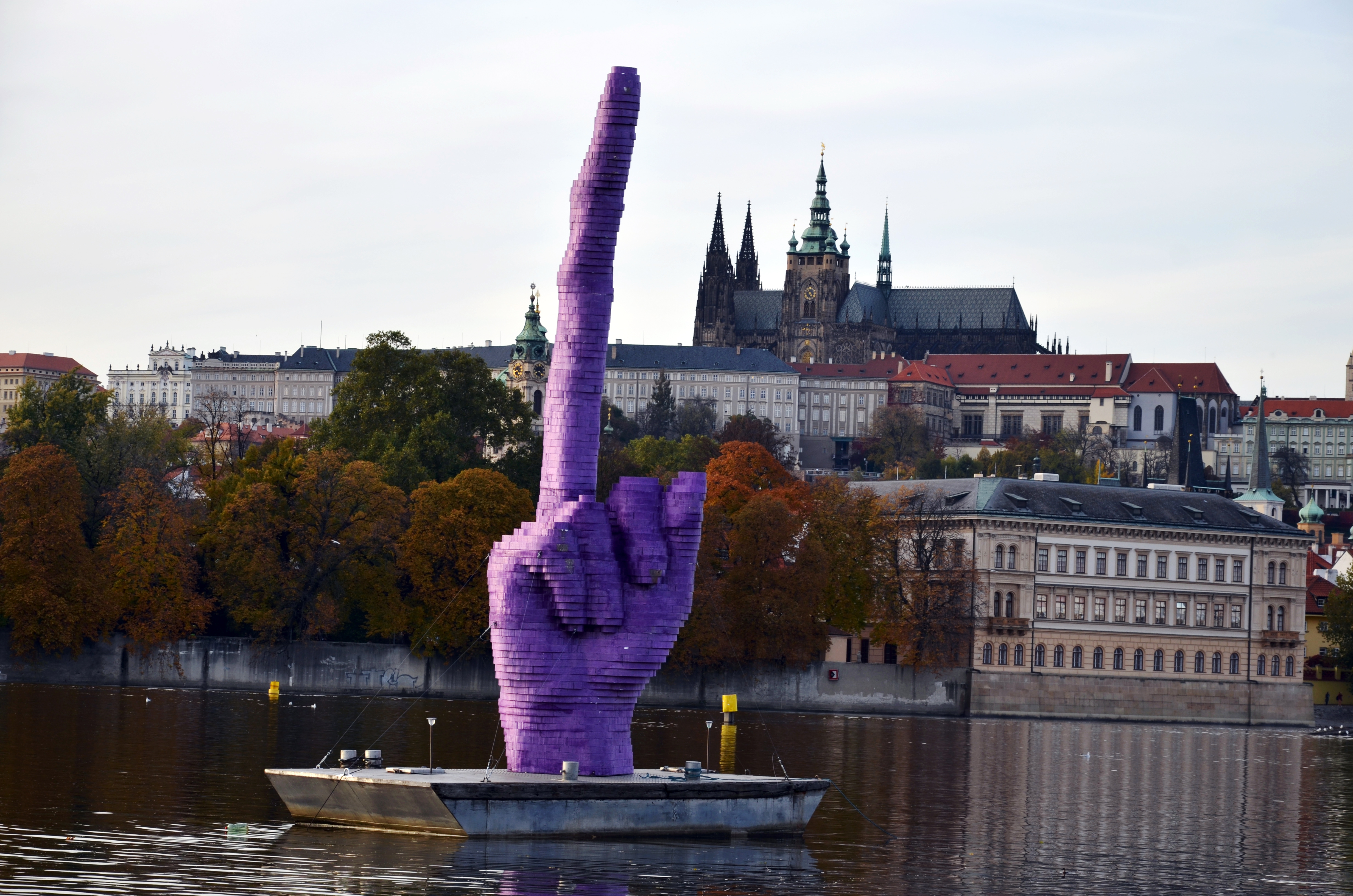
Gesture, 2013, Praag